# Yannick Cortie
Yannick Cortie (Amsterdam, 7 maggio 1993) è un calciatore olandese, difensore del SteDoCo.